# 後藤隆之助

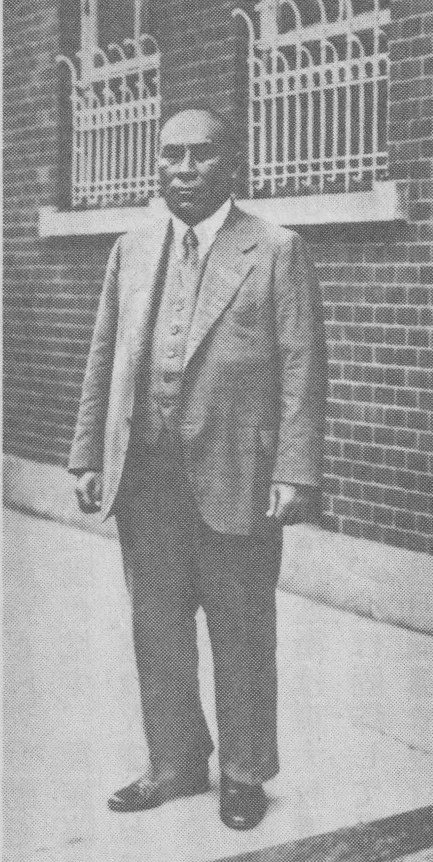

後藤 隆之助（ごとう りゅうのすけ、1888年12月20日 - 1984年8月21日）は、日本の政治活動家。近衛文麿のブレーンとして彼を支え、大政翼賛会の組織局長を務めた。

## 生涯

### 戦前
茨城県出身。千葉県佐原出身ともされる。第一高等学校入学。在籍中、野球害毒論に関連し、新渡戸稲造校長を押川春浪が批判した際、単身押川の自宅を訪れ、謝罪文を書かせたとされる。一高には、6年通い、新渡戸稲造校長の「これ以上留年させても仕方がない。卒業させた方が社会のためになるだろう」との言により卒業したというエピソードがある。豪傑肌の反面、求道的なところがあり、いきなり徳富蘆花を訪れ「人生とはなんだ、教えてくれ」と迫って蘆花を困らせたり、人生の意義が判るまで帰らないと言って、関東一円をぐるぐると彷徨したりした。近衛文麿は第一高等学校、京都帝国大学法学部の同級生であるが、一高時代は疎遠で、交友が始まったのは京都帝国大学に入学してからである。
鎌倉に参禅し、それが縁で志賀直方と親交を深める。
京大卒業後の1919年、日本青年館に入り、青年団運動に従事する。その後大日本連合青年団主事として、昭和初期には農村問題・教育問題の研究会を組織した。
右翼の実力者である玄洋社の杉山茂丸に親炙し、志賀直方に兄事した。
1932年6月に欧米視察に出、ベルリンでヒトラーの演説を聞き、モスクワではレーニン廟上のスターリンに数歩近くまで近づくことができた。またアメリカではフランクリン・ルーズベルト大統領のブレーン・トラストとニューディール政策に感銘を受ける。
欧米各国歴訪から帰還した1933年5月、社会大衆党の亀井貫一郎から国内の情勢を聞き、親友近衛をサポートするべく、国策全般についての研究組織を立ち上げる決意を固める。志賀直方の支持を得て、青山にある彼の邸宅の隣に後藤隆之助事務所を設立。同年末昭和研究会と改称し、会合を重ねていった。1936年に改めて、「(1)現行憲法の範囲内で国内改革をする、(2)既成政党を排撃する、(3)ファシズムに反対する」の3点を根本方針とし、昭和研究会設立趣意書を発表した。蠟山政道、高橋亀吉、笠信太郎、尾崎秀実、三木清らをはじめ、官界・学界・言論界から人材が結集し、政治・経済・外交・文化等各方面について国策研究を進めていった。
近衛文麿のブレーンとして、第1次近衛内閣発足の際は組閣参謀を務めた。また1938年には研究会の後継者養成機関として昭和塾を設立。塾生には後に政治家となる永末英一、滝井義高、小川平二の他、元外務大臣の大来佐武郎、元新日本製鐵社長の武田豊らがいた。宮澤喜一も熱心な入塾希望者だったという。
日中戦争が長期化すると、昭和研究会は軍部の影響力に掣肘を加えるために国民的政治力の結集を重視・提唱し、これが近衛が提唱する新党・新体制運動の源流となった。しかしながら、予想より早く近衛の再組閣の機会が訪れ（1940年、第2次近衛内閣）、研究会内部からは「首相となってやる運動は官製運動となり、理念が損なわれる」「新体制運動は時期をみて民間運動として出直すべき」との慎重論が出たが、後藤は「一度声明を出しておきながら『やめた』というのでは、倒閣運動に新体制運動を利用したのかと思われてしまう。天下の信用に背いてはならない」と主張し、新体制準備委員会の常任委員となる。大政翼賛会設立とともに組織局長に就任するが、観念右翼のアカ攻撃を受け、1941年に辞任する。

### 戦後
戦後は公職追放を受ける。参議院議員に当選した一高時代の友人山本有三の当選祝賀会で「政治家は一人では何もできない。無所属の当選者を集めて組織を作ったらどうか」と助言し、これをもとに山本らが動いて緑風会が結成される。追放解除後は昭和研究会の関係者を集めて昭和同人会を主宰、近衛の伝記の編纂・刊行等を行う。また、一頃まで徳川埋蔵金の発掘に熱中したりした。